# Corollospora besarispora
Corollospora besarispora är en svampart som beskrevs av Sundari 1996. Corollospora besarispora ingår i släktet Corollospora och familjen Halosphaeriaceae.   Inga underarter finns listade i Catalogue of Life.